# 우리말 한판
《우리말 한판》은 KBS 1TV에서 방영된 여름 방학 특집 퀴즈 프로그램이다.

## 규칙
- 15명으로 구성된 출연팀이 초등학생, 중학생, 고등학생, 대학생, 일반인 5개의 표본으로 구성된 집단 정답률 이상이면 50만원(100만원)이 적립된다.
- 마지막 문제는 도전 여부를 결정해서 성공하면 누적된 상금의 2배가 부여되며, 실패 시에는 절반만 가져간다.

## 같이 보기
- 우리말 겨루기